# Gunnar Wigh
Gunnar Wilhelm Wigh, född 5 augusti 1907 i Gränna, död 14 november 1989 i Eksjö, var en svensk målare, dekorationsmålare och konservator.
Han var son till skomakarmästaren Hjalmar Gideon Wigh och Elin Wilhelmina Johansson. Wigh arbetade som yrkesmålare 1923–1946 och åtog sig därefter sporadiskt finare dekorationsarbeten. Han studerade vid Karlskoga praktiska läroverks målarskola 1934–1935 och genom självstudier under resor till Tjeckoslovakien och Italien samt för Arthur Eder och R Kuntze i München 1937–1938 samt vid Otte Skölds målarskola i Stockholm 1947. Bland hans offentliga arbeten märks en dekorativ utsmyckning i Concordialokalen i Eksjö samt en altartavla för Kulla kapell i Linköpings stift. Hans konst består av figurstudier, porträtt, stilleben och landskapsskildringar utförda i olja eller gouache samt kopiering av gamla mästare. Wigh är representerad vid bland annat Jönköpings läns museum.    